# メンフィス大学
メンフィス大学（英語: University of Memphis）は、アメリカ合衆国テネシー州メンフィスにある州立大学。

## 概要

### 学科
- 建築学科
- 教育学科
- 工学科
- 経済学科
- 健康科学

他多数